# Genesis P-Orridge

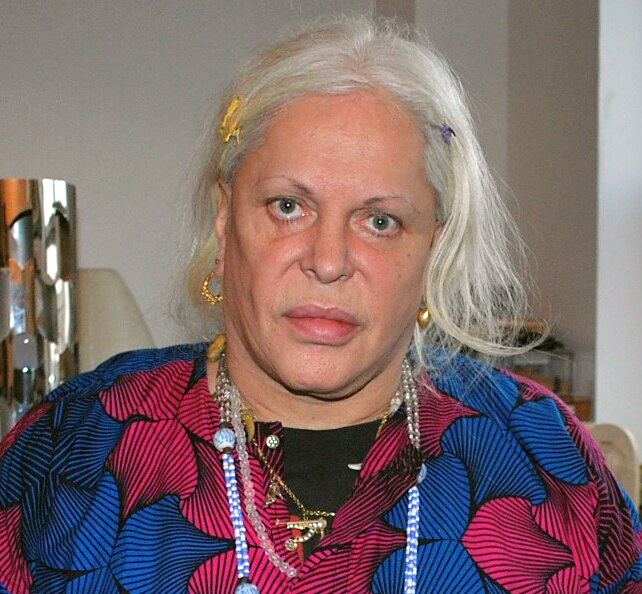
Genesis P-Orridge (2014)

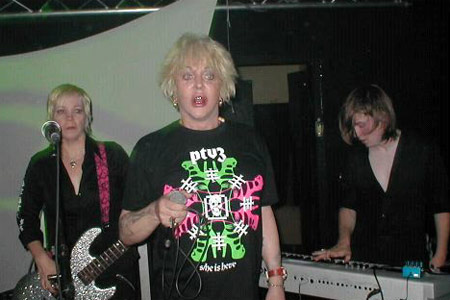
Genesis P-Orridge (Mitte) mit Alice Genese (links) und Markus Persson (rechts) von Psychic TV in Köln 2004

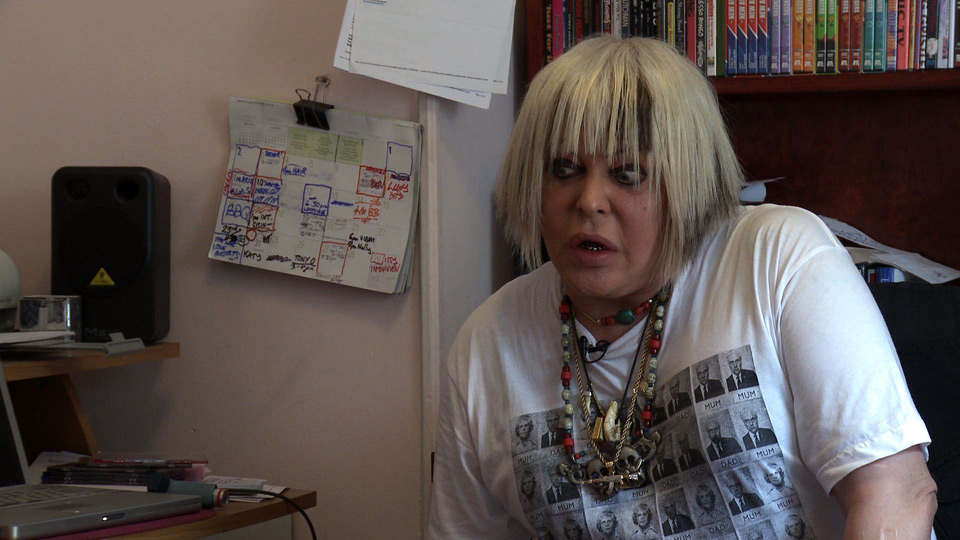
Genesis P-Orridge, Aufnahme aus dem Film The Future of Art (2010)

Genesis Breyer P-Orridge (* 22. Februar 1950 als Neil Andrew Megson in Manchester; † 14. März 2020 in New York City) war eine britische Person, die im Bereich der Performance und Musik tätig war. P-Orridge lebte und arbeitete in New York City. P-Orridge gründete unter anderem die Bands Throbbing Gristle und Psychic TV und war mit Gastbeiträgen auf vielen Veröffentlichungen anderer Künstler vertreten. Das Gesamtwerk umfasst solistisch wie kollaborativ über 200 Musikalben. P-Orridge identifizierte sich zuletzt als genderfluid und benutzte geschlechtsneutrale Pronomen wie s/he oder they.

## Leben
Neil Andrew Megson entstammte einem Elternhaus, das musikalisch und schauspielerisch geprägt war. Die Beschäftigung mit Kunst und Okkultismus begann bereits in der Jugend. Mitte der 1960er Jahre wurde das Alter Ego „Genesis P-Orridge“ erschaffen und damit die kontinuierliche Stilisierung zum menschlichen Kunstobjekt. P-Orridge machte Ende der 1960er Jahre zunächst durch aggressive und bewusst provokante Performance-Aktionen zusammen mit der Stripperin und Künstlerin Cosey Fanni Tutti unter dem Namen „Coum Transmissions“ auf sich aufmerksam. So eskalierte ein Happening des Duos P-Orridge/Tutti im renommierten Londoner Institute of Contemporary Arts (ICA) zum nationalen Skandal, als mit eindeutig pornografischen Elementen kokettiert wurde, was das damals meist konservative englische Publikum irritierte. Weitere Skandalauftritte folgten, bei denen u. a. mit Blut und Exkrementen hantiert wurde.

## Throbbing Gristle
1975 gründete Megson zusammen mit Cosey und ihrem Partner, dem Musiker Chris Carter, die Performancegruppe Throbbing Gristle. Kurze Zeit später stieß der Designer, Programmierer und Synthesizerexperte Peter „Sleazy“ Christopherson zur Gruppe. Throbbing Gristle sorgte bald für Aufsehen und prägte den Begriff Industrial Music. Auftritte von Throbbing Gristle galten stets als prekär, da die vier Protagonisten Stilelemente aus dem Nationalsozialismus verwendeten, Gewalt und Pornografie kolportierten und Serienmörder und Okkultismus in ihren enervierenden Geräuscheruptionen „besangen“.
Throbbing Gristle trennten sich 1981, kamen jedoch 2004 erneut zusammen und traten bis zum unerwarteten Tod von Peter Christopherson im Jahr 2010 gemeinsam auf. Für die Filme von Derek Jarman schrieb P-Orridge mehrere Soundtracks.

## Psychic TV und TOPY
Nach der Trennung von Throbbing Gristle gründete P-Orridge 1981 mit Peter Christopherson (später Coil) die Gruppe Psychic TV.
Ihr Debüt war 1982 bei einem Event namens The Final Academy, einer viertägigen Multimedia-Orgie in Manchester und in der Galerie B2 in Süd-London, mit Performance, Literatur, Film und Musik. Neben Psychic TV traten Cabaret Voltaire, 23 Skidoo, Z’ev, John Giorno, William S. Burroughs, Brion Gysin, Terry Wilson, Jeff Nuttall und The Last Few Days auf. Technisch wurde neben Videoprojektionen und der visuell-halluzinatorischen Dreamachine digitales Sampling eingesetzt.
Die Gruppe gründete den als Propagandainstrument gedachten Temple of Psychic Youth (TOPY). Die lose Kommune scharte eine Reihe junger Leute in London um sich, propagierte aber ihre Ideen auch über Konzerte und Schriften, etwa unter dem Titel psychic music for psychic youth. Die Anhänger verehrten P-Orridge wie einen Guru. P-Orridge berief sich auf Arbeiten von William S. Burroughs, Brion Gysin, dem Künstler und Begründer der Chaosmagie, Austin Osman Spare, oder die okkulten thelemischen Texte Aleister Crowleys. Psychic TV thematisierte Geschlechtlichkeit und konfrontierte die Öffentlichkeit Mitte der 1980er Jahre unter anderem mit den Methoden des Piercings und der Sigillenmagie. Gemeinsam mit Burroughs trat P-Orridge in dem Film Decoder auf.
P-Orridge war mit Psychic TV sehr produktiv: Schätzungsweise über 120 Veröffentlichungen (plus Videoproduktionen) wurden bis Mitte der 1990er Jahre überwiegend vom eigenen Label Temple Records vertrieben. Der musikalische Anteil von P-Orridge an diesen Produktionen ist umstritten. Stärker sind die Veröffentlichungen mit Psychic TV von den jeweiligen Songschreibern geprägt: zunächst von Alex Fergusson, nach dessen Ausscheiden von Fred Giannelli.

## US-Exil
Da die britische Justiz aufgrund von während Live-Auftritten gezeigtem Videomaterial den Verdacht auf sexuellen Kindesmissbrauch gegen P-Orridge hegte und Haftbefehl erließ, wich P-Orridge mit der Familie um 1991 in die USA ins selbsternannte „Exil“ aus. Nach kurzer Zeit erfolgte dort die Trennung von der Ehefrau und den beiden Töchtern Genesse und Caresse. Da die wenigsten Musiker von Psychic TV P-Orridge in die USA gefolgt waren, begann eine eher experimentelle Phase von Veröffentlichungen mit wechselnden Begleitmusikern. Neue Veröffentlichungen bestanden vielfach nur aus gesprochenen esoterischen Texten zu Ambient-Sound oder aus Archivmaterial, wie die CD-Serien Splinter Test und Electric Newspaper.
Mitte der 1990er zog P-Orridge mit zweiter Ehefrau Jacqueline Breyer alias Lady Jaye Breyer P-Orridge nach New York und widmete sich beim Schreiben inzwischen verstärkt Genderfragen. Zusammen mit Lady Jaye Breyer entwickelte P-Orridge das Konzept der Pandrogynie, betitelte sich „Transmediator“ und begab sich auf eine Solotour, bei der P-Orridge Texte vortrug und während der Auftritte sukzessiv die Kleidung mit einer auf der Bühne befindlichen Statistin wechselte. 1995 wurde P-Orridge im Haus von Rick Rubin auf der Flucht vor einem ausgebrochenen Brand schwer verletzt. In den folgenden Jahren trat P-Orridge deswegen nur noch sporadisch auf, während Gastbeiträge auf zahlreichen Produktionen anderer Künstler häufig beibehalten wurden.
Als es nach Beilegung der juristischen Probleme wieder möglich war, nach England einzureisen, zelebrierte P-Orridge dort 1999 mit einem zweitägigen Konzert das offizielle Ende von Psychic TV. Gleichzeitig wurde das neue Projekt Thee Majesty präsentiert, bei dem P-Orridge Spoken Word vortrug und von dem Percussionisten Larry Thrasher und dem Gitarristen Bryin Dall begleitet wurde. Die Texte jener Zeit kreisten häufig um Identitäts- und Geschlechterfragen.

## S/He
Gemeinsam mit Lady Jaye begann P-Orridge ab dem Jahr 2000, das Kunstprodukt „Breyer-P-Orridge“ zu erschaffen. Ziel von P-Orridge und Breyer war es, gemeinsam eine pandrogyne Geschlechtsidentität zu schaffen, die gleichermaßen Männlichkeit und Weiblichkeit umfasste und große äußerliche Ähnlichkeit zwischen beiden zum Ziel hatte. Das Projekt sollte zeigen, dass traditionelle männliche und weibliche Geschlechtsidentitäten nicht mehr zeitgemäß sind. So unterzogen sich P-Orridge und Breyer zahlreichen chirurgischen Eingriffen wie Brustimplantaten, Fettabsaugungen und Hautstraffungen. Die beiden ähnelten sich in ihrem Äußeren mit fortschreitender Zeit mehr und mehr an. P-Orridge ließ sich außerdem ein komplett aus Gold gefertigtes künstliches Gebiss einsetzen. S/He ist ein geschlechtsneutrales Pronomen im Englischen.
2004 brachte P-Orridge eine neue Besetzung für Psychic TV zusammen, zu der nun auch die Lebensgefährtin Lady Jaye zählte und die rasch mehrere kleinere Tourneen absolvierte und bis Sommer 2007 drei Alben veröffentlichte.
Lady Jaye Breyer starb überraschend am 9. Oktober 2007 an Magenkrebs in Brooklyn. Genesis Breyer P-Orridge und Psychic TV / PTV3 sagten daraufhin ihre für November geplante Nordamerikatournee ab.

## Ab 2010
In den Jahren ab 2010 waren Psychic TV / PTV3 wieder häufig auf Tourneen. Mit dem Schlagzeuger Edward O’Dowd (aka Morrison Eddley) fand P-Orridge nicht nur einen konstanten langjährigen Mitmusiker, sondern auch einen begabten Grafiker, der seitdem für die Gestaltung der Bandlogos, Konzertposter und Albumcovers verantwortlich zeichnete.
Im Oktober 2017 wurde bei P-Orridge chronische myelomonozytäre Leukämie (CMML) festgestellt. P-Orridge erlag am 14. März 2020 einem Krebsleiden.